# Carlos Sayán Álvarez
Carlos María Bernardo Sayán Álvarez, (Miraflores, 21 de noviembre de 1899 - Lima, 13 de febrero de 1965) fue un político y magistrado peruano. Fue diputado constituyente (1931-1936), ministro de Justicia, Culto e Instrucción (1932), diputado por Chancay (1939-1945) y presidente de su cámara en cuatro períodos legislativos (1939-1940 y 1943-1944), vocal y presidente de la Corte Suprema de Justicia (1957-1958).

## Biografía
Hijo de Carlos Sayán Palacios y Manuela Álvarez Palacios. Cursó sus estudios escolares en el Colegio de La Inmaculada, regentado por los padres jesuitas. Luego ingresó a la Universidad Mayor de San Marcos, donde se graduó de bachiller en Derecho con una tesis sobre la gestión de negocios (1925) y se recibió de abogado.
Con miras a las elecciones generales de 1931, se afilió a la Unión Revolucionaria, de cuyo comité directivo fue secretario. Su partido lanzó la candidatura del teniente coronel Luis Sánchez Cerro, que venció a la candidatura de Víctor Raúl Haya de la Torre, del APRA. Sayán fue elegido diputado por Lima al Congreso Constituyente de 1931-1936. Al inicio de su gestión parlamentaria, planteó la prórroga de las contribuciones establecidas en abril de 1931 para obras que dieran trabajo a los desocupados.
Cuando se aprobó la Ley de Emergencia destinada a contrarrestar la exacerbada oposición del partido aprista, se constituyó un nuevo gabinete ministerial presidido por Francisco Lanatta, en el que Sayán figuró como ministro de Justicia e Instrucción, cargo que ejerció de 22 de enero a 10 de septiembre de 1932. Le correspondió refrendar el controvertido decreto expedido el 8 de mayo de 1932, en el que se dispuso el receso de la Universidad de San Marcos. Tal drástica decisión se tomó tras el motín de la marinería en el Callao, ocurrido el día anterior, pues al parecer el gobierno creía que la prédica subversiva venía de grupos estudiantiles radicales que actuaban bajo la tolerancia de las autoridades universitarias.
Sayán fue vicepresidente del Congreso Constituyente de 1935 a 1936, y procurador general de la República de 1936 a 1939.
En 1939 fue elegido diputado por la provincia de Chancay, llegando a ser presidente de su cámara en cuatro períodos legislativos (1939-1940 y 1943-1944). Fue también presidente de la Comisión de Relaciones Exteriores y de la Comisión de Legislación del Congreso. Formó parte de la delegación peruana a la III Reunión Consultiva de Cancilleres Americanos realizada en Río de Janeiro en 1942, donde se aprobó la ruptura de relaciones con las potencias del Eje, en apoyo a los Estados Unidos y los aliados, en plena Segunda Guerra Mundial.
Sayán representó al gobierno peruano en la causa seguida ante la Corte Internacional de Justicia de La Haya sobre el asilo que el gobierno de Colombia había concedido a Víctor Raúl Haya de la Torre en su embajada en Lima (1949). El gobierno de Manuel A. Odría exigía la entrega de Haya de la Torre, aduciendo que éste debía dar cuenta de crímenes comunes ante la justicia peruana. El líder aprista, por su parte, aducía ser un perseguido político. El fallo final de la Corte decidió que el asilo debía finalizar pero que Colombia no estaba obligada a entregar a Haya de la Torre a la autoridad peruana. Por lo que el entrampamiento continuó y al final ambos gobiernos involucrados adoptaron una solución política: Haya fue “entregado” a la autoridad peruana y esta a su vez lo expulsó del país (1954).
El 15 de enero de 1951, Sayán fue elegido vocal interino de la Corte Suprema de Justicia, pasando a ser vocal titular el 16 de octubre del mismo año. Ejerció la presidencia de dicho alto tribunal de 1957 a 1958, ya bajo el segundo gobierno de Manuel Prado.

## Obra
- Política nacional e internacional del Perú (1943)